# Бонтан, Луи Доминик
Луи Доминик Бонтан (фр. Louis Dominique Bontemps; 1738 — 13 января 1766) — французский придворный. Пятый и последний представитель аристократического семейства Бонтанов, занимавших с 1643 года пост первого камердинера короля Франции (наибольшими известностью и влиянием пользовался прадед Луи Доминика Александр Бонтан).
Был крещён с участием короля и королевы в качестве крёстных. Вступил в должность в 1747 году по смерти своего отца, в царствование Людовика XV. Исполнял также обязанности королевского советника и управляющего дворцом Тюильри. Кроме того, в 1755—1757 гг. был содиректором Королевской академии музыки (собственно, Парижской оперы). В 1757 г. женился на Жанне Терезе Тесье (1742—1772), брачный контракт был подписан лично королём. Этот брак оказался бездетным, и после ранней смерти Бонтана должность первого камердинера перешла к Мишелю Лебелю, а его вдова в 1771 г. вышла замуж за графа Бисси.